# South Sudan Oyee!
"South Sudan Oyee!" je državna himna Južnog Sudana. Himna je izabrana na prijedlog Južnosudanskog državnog odbora za himnu (engl. South Sudan National Anthem Committee), koja je predložila pjesmu Južnosudanskog narodnog pokreta za oslobođenje. Nakon objave natječaja, himna je predložena u kolovozu 2010., prije i samog Južnosudanskog referenduma o neovisnosti, kojim je Južni Sudan postao neovisna država 9. srpnja 2011. "Oyee!" se u himni prevodi kao "Hooray!"

## Prijevod
O, Bože

slavimo Te i veličamo Te

zbog Tvoje milosti za Južni Sudan

zemlju velikog obilja

podupiri nas ujedinjene u miru i skladu

O, rodna grudo

podižemo uzdignutu zastavu sa zvijezdom vodiljom

i pjevamo radosno pjesme o slobodi

za pravdu, slobodu i blagostanje

neka zauvijek još više vlada

o, veliki domoljubi

ustanimo u tišini i poštovanju

pozdravljajući naše mučenike čija krv

je zacementirala naš nacionalni temelj

zaklinjemo se da ćemo štititi naš narod

o, Bože, blagoslovi Južni Sudan.

## Vanjske poveznice
- South Sudan National Anthem
- "South Sudan Oyee!" - Youtube